# Żegiestów (stacja kolejowa)
Żegiestów – stacja kolejowa w Żegiestowie, w województwie małopolskim, w Polsce.

## Ruch pasażerski
| Rok  | Wymiana pasażerska na dobę |
| ---- | -------------------------- |
| 2017 | 0-9                        |
| 2022 | 10-19                      |